# Cantonul Mende-Sud
Cantonul Mende-Sud este un canton din arondismentul Mende, departamentul Lozère, regiunea Languedoc-Roussillon, Franța.

## Comune
- Balsièges
- Brenoux
- Lanuéjols
- Mende (parțial, reședință)
- Saint-Bauzile
- Saint-Étienne-du-Valdonnez